# 愛知県道109号子宝愛西線

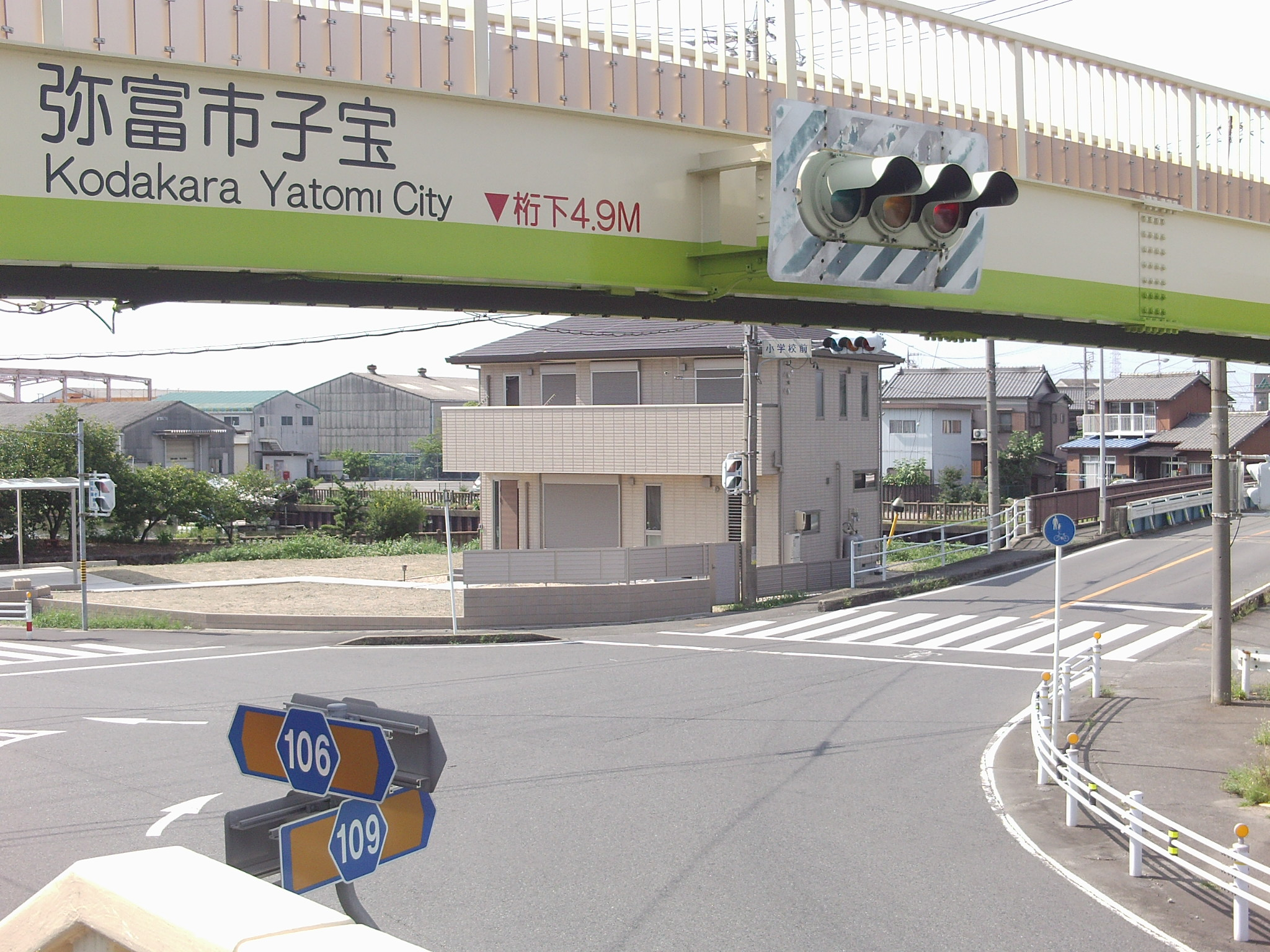
起点（弥富市立十四山東部小学校前の交差点、弥富市子宝）

愛知県道109号子宝愛西線（あいちけんどう109ごう こだからあいさいせん）は、愛知県弥富市から同県愛西市に至る一般県道である。

## 概要

### 路線データ
- 起点：愛知県弥富市子宝6丁目（小学校前交差点：愛知県道106号鳥ヶ地名古屋線交点）
- 終点：愛知県愛西市東條町（東條交差点：愛知県道105号富島津島線交点）

## 沿革
- 1959年（昭和34年）12月15日：一般県道子宝新田佐屋線として認定。
- 2007年（平成19年）4月1日：一般県道子宝愛西線に改称。

## 地理

### 通過する自治体
- 愛知県
  - 弥富市
  - 愛西市

### 接続する道路
- 愛知県道106号鳥ヶ地名古屋線（弥富市・小学校前交差点）
- 愛知県道70号名古屋十四山線（弥富市・子宝新田交差点）
- 国道1号（弥富市・佐古木交差点）
- 愛知県道105号富島津島線（愛西市・東條交差点）

### 沿線
- 弥富市立十四山東部小学校
- 弥富市役所十四山支所
- 十四山郵便局
- 近鉄名古屋線 佐古木駅
- 愛知県立佐屋高等学校
- 愛西市役所市江出張所